# Gyrus dentatus

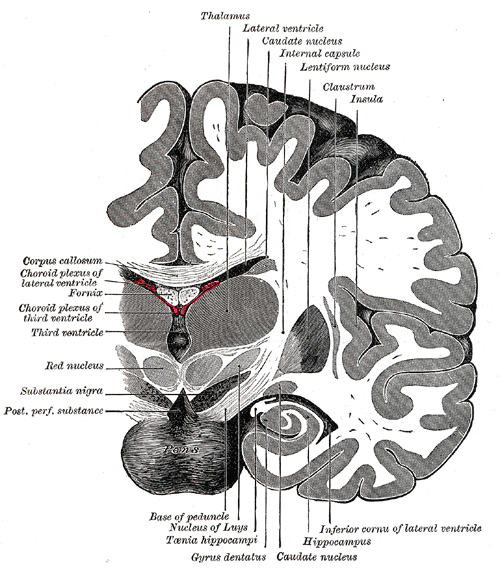
Koronarschnitt durch das Gehirn unmittelbar vor der Brücke, Gyrus dentatus unten halblinks

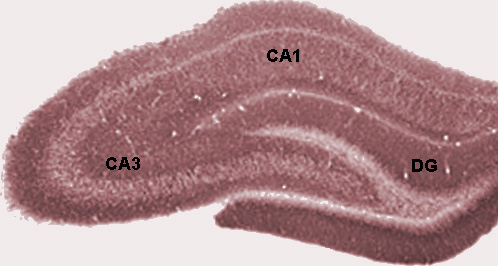
Histologie des Hippocampus, DG = Gyrus dentatus.

Der Gyrus dentatus ist ein Teil der Gehirnstruktur Hippocampus. Er besteht innen aus dem Hilus, weiter außen dem Körnerzellband (Stratum granulare) und außen aus der inneren und der äußeren Molekularschicht (Stratum moleculare). Er gilt als Eingangsstation des Hippocampus.

## Körnerzellband
Das Körnerzellband ist der Hauptbestandteil des Gyrus dentatus im Hippocampus. Hauptzellart sind die ovoiden Körnerzellen, die ihre Dendriten in der inneren und äußeren Molekularschicht haben und glutamaterg teilweise auch gabaerg auf die Pyramidalzellen der CA1- und CA3-Region des Cornu Ammonis, ebenfalls im Hippocampus, projizieren. Sie stellen die Eingangsstation in den Hippocampus dar, der seinen Input vom entorhinalen Cortex bekommt. Bei einer Form der Epilepsie, der Temporallappenepilepsie, ist das Körnerzellband oft pathologisch verändert; dann kommt es dort zu einer Verbreiterung, die Zellen diffundieren auseinander und vergrößern sich; man spricht dann auch von der „Körnerzelldispersion“. Dieses Phänomen tritt auf durch die abgenommene Sekretion von Reelin, einem Glykoprotein, das von dortigen Interneuronen sezerniert wird und die Schichtung des Hippocampus steuert.
In der Grenzschicht zwischen Hilus und Stratum granulare kommt es zur Bildung neuer Neurone, also zur Neurogenese, auch bis ins Erwachsenenalter. Sie entstehen hilusnah und wandern in das Körnerzellband ein, bis sie sich integriert haben.

## Molekularschicht
Die Molekularschicht ist der Teil des Gyrus dentatus, in dem die Dendriten der Körnerzellen aus der Körnerzellschicht lokalisiert sind. Sie teilt sich auf in die innere und die äußere Molekularschicht. In der inneren Molekularschicht werden die Dendriten von Commissuralfasern des gegenseitigen (contralateralen) Hippocampus erreicht, in der äußeren enden die Fasern vom entorhinalen Cortex. In diesen zwei Schichten gibt es fast keine Zellen.